# Micrasterias furcata
Micrasterias furcata là một loài Song tinh tảo trong họ Desmidiaceae, thuộc chi Micrasterias.